# Офіційні свята в Грузії
Офіційні свята в Грузії зазначені у Трудовому кодексі Грузії 30 стаття, 4 розділ:
| Дата            | Українська назва                                              | Грузинська назва                                                                | Транслітерація                                                                              | Примітки                                                                                      |
| --------------- | ------------------------------------------------------------- | ------------------------------------------------------------------------------- | ------------------------------------------------------------------------------------------- | --------------------------------------------------------------------------------------------- |
| 1 та 2 січня    | Новорічні свята                                               | ახალი წელი                                                                      | Akhali ts'eli                                                                               |                                                                                               |
| 7 січня         | Різдво Христове                                               | ქრისტეშობა                                                                      | Krist'eshoba                                                                                |                                                                                               |
| 19 січня        | Хрещення Господнє                                             | ნათლისღება                                                                      | Natlisgheba                                                                                 |                                                                                               |
| 3 березня       | День Матері                                                   | დედის დღე                                                                       | Dedis dghe                                                                                  |                                                                                               |
| 8 березня       | Міжнародний жіночий день                                      | ქალთა საერთაშორისო დღე                                                          | Kalta saertashoriso dghe                                                                    |                                                                                               |
| 9 квітня        | День національної єдності                                     | ეროვნული ერთიანობის დღე                                                         | Erovnuli ertianobis dghe                                                                    | Визначений державним святом після Тбіліських подій 1989 року.                                 |
| Перехідні свята | Страсна п'ятниця, Велика субота, Великдень, Світлий Понеділок | სააღდგომო დღეები — წითელი პარასკევი, დიდი შაბათი, ბრწინვალე აღდგომა და ორშაბათი | Saaghdgomo dgheebi – ts'iteli parask'evi, didi shabati, brts'q'invale aghdgoma da orshabati |                                                                                               |
| 9 травня        | День перемоги над фашизмом                                    | ფაშიზმზე გამარჯვების დღე                                                        | P'ashizmze gamarjvebis dghe                                                                 |                                                                                               |
| 12 травня       | День святого апостола Андрія Первозванного                    | წმინდა მოციქულის ანდრია პირველწოდებულის საქართველოში შემოსვლის დღე              | Ts'minda motsikulis andria k'irvelts'odebulis sakartveloshi shemosvlis dghe                 |                                                                                               |
| 26 травня       | День незалежності                                             | დამოუკიდებლობის დღე                                                             | Damouk'ideblobis dghe                                                                       | 26 травня 1918 року уряд Грузії проголосив незалежність Грузинської Демократичної Республіки. |
| 28 серпня       | Маріамоба або Успіння Пресвятої Богородиці                    | მარიამობა                                                                       | Mariamoba                                                                                   |                                                                                               |
| 14 жовтня       | Мцхетоба-Светицховлоба                                        | სვეტიცხოვლობა                                                                   | Mtskhetoba (Svetitskovloba)                                                                 |                                                                                               |
| 23 листопада    | Гіоргоба або День святого Георгія                             | გიორგობა                                                                        | Giorgoba                                                                                    | Святий Юрій вважається покровителем Грузії.                                                   |